# Maça (arma)
La maça és una arma o bastó cerimonial de mà consistent en un mànec i un capçal gruixut i pesant que serveix per ferir, ja sigui colpejant o aixafant l'adversari. Té una forma similar a la del martell, però amb una mida més gran. Va ser la primera arma ideada per assassinar humans. Hi ha diversos exemples de trauma contundent causat pels maces en el passat, inclòs al lloc de Nataruk a Turkana, Kenya, descrit com l'escenari de un conflicte prehistòric entre bandes de caçadors-recol·lectors fa 10.000 anys.

## Compliment de la llei

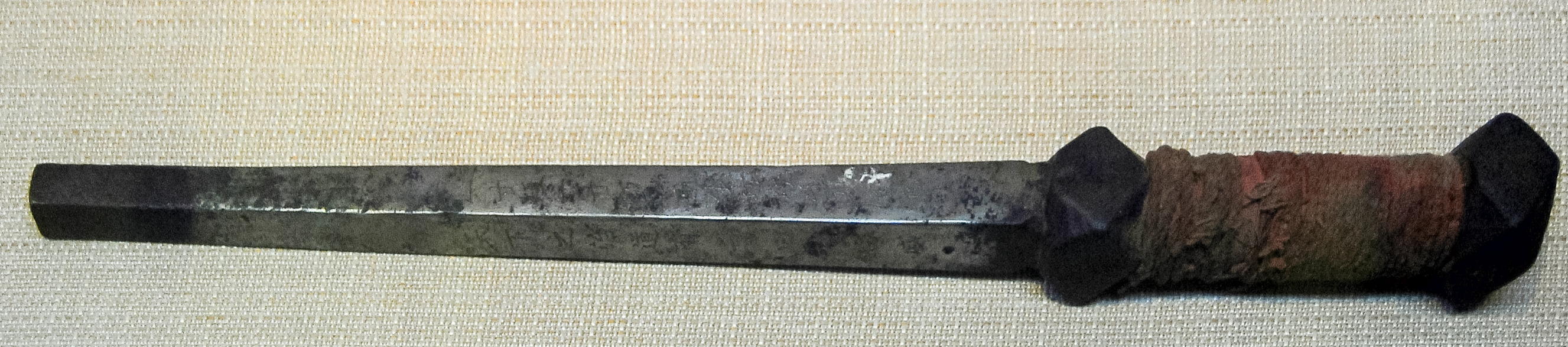
Porra, dinastia Yuan

Les forces de la policia i els seus predecessors han afavorit tradicionalment l'ús, sempre que és possible, d'armes menys letals que les pistoles o les espasses. Fins a temps recents, quan es van disposar alternatives com ara tassers i esprai de pebre, aquesta categoria d'armes policials s'ha omplert generalment amb algun tipus de maça de fusta anomenada de manera diversa porra, bastó, bastonet o lathi. Sovint també s'utilitzen maces curtes i flexibles, especialment els agents de paisà que han d'evitar avís. Aquests es coneixen col·loquialment com a blackjack, saps o cosses.
Per contra, se sap que els delinqüents s'armen amb una sèrie de maces casolanes o improvisades, generalment de mides fàcilment ocultables, o que es pot comptar que es porten amb finalitats legítimes (com ara bat de beisbol).
A més, els monjos Shaolin i membres d'altres ordes religiosos d'arreu del món han emprat de tant en tant els barrots com a armes defensives.

## Història

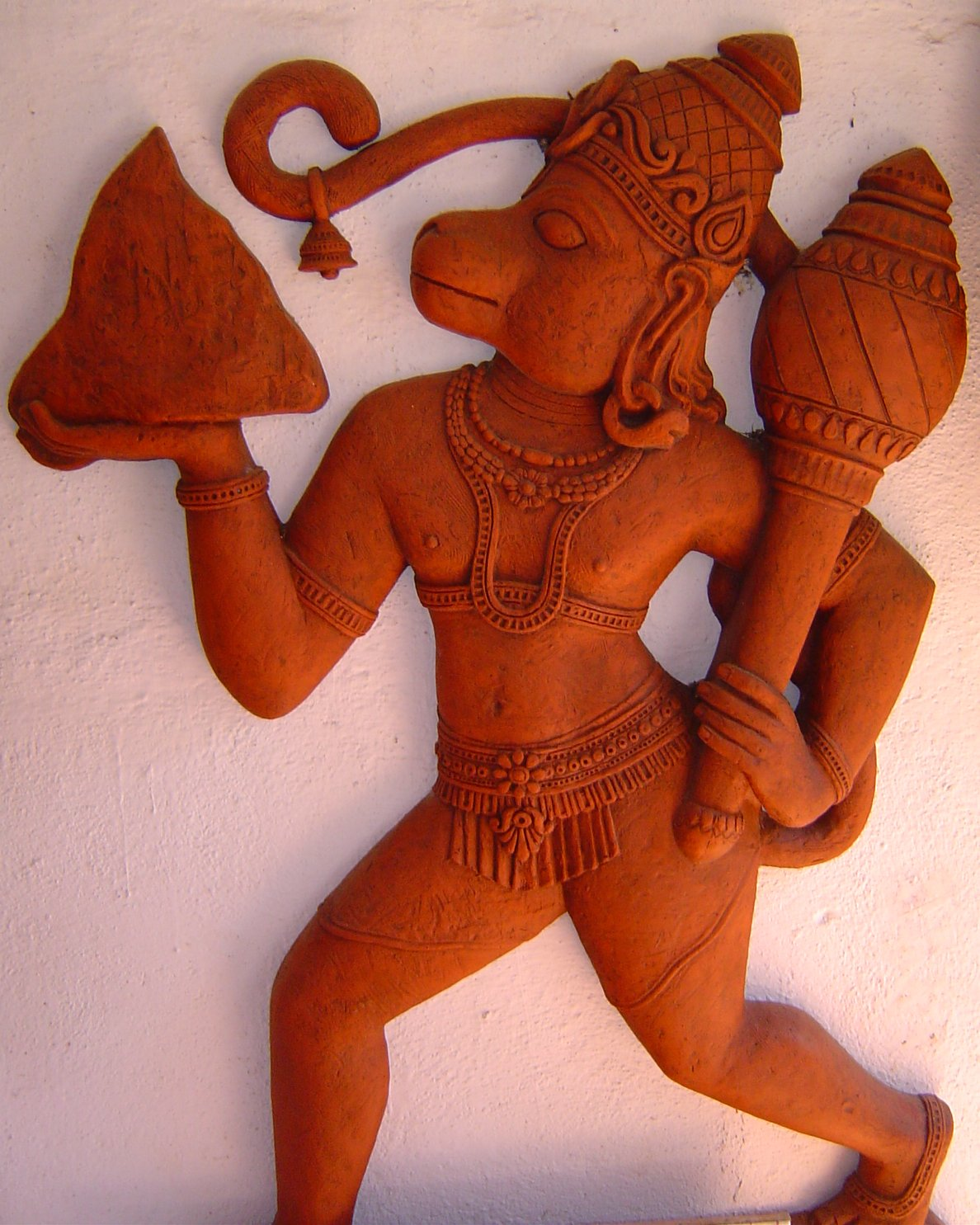
Figura de terrissa del déu hindú Hanuman amb una maça

La maça ha anat evolucionant de diverses maneres al llarg de la història, tot i que el seu ús no ha variat gaire.
Les primeres maces van aparèixer durant els inicis de la prehistòria, abans del 10.000 aC.; en aquella època estaven formades bàsicament per un mànec de fusta unit a una pedra. Eren molt similars als martells i destrals, per això se n'han trobat pocs exemplars; la majoria s'han inclòs a la categoria de destrals.
La maça s'emprava com a arma de guerra entre persones i també per caçar. Va ser molt utilitzada per les civilitzacions antigues fins a l'edat del bronze, tot i que va començar a caure en desús per l'evolució d'altres armes. En aquesta època destaca la gran feina de polidesa dels artesans de l'antic Egipte que treballaven amb maces, ja que van polir pedres molt dures i els van donar una forma "esfèrica" o de "pera" molt característiques. Són els "caps de maces ceremonials" d'Horus Escorpí, governant protodinástic, i de Narmer, el primer faraó de Dinastia I d'Egipte.
Durant l'Edat antiga (Antiga Grècia i Antiga Roma), l'ús de maces va quedar en un segon pla, i les armes amb pal de llança eren les més emprades. Només a partir de la disgregació de l'Imperi Romà, hi ha referències del seu ús a la cavalleria; com a mínim a l'Imperi Romà d'Orient. La resta de pobles, els "bàrbars", seguien utilitzant-les, tot i que algunes ja eren de dues mans. Els perses també utilitzaven una gran varietat de maces, ja que per als seus cavallers eren molt més còmodes que no pas una espasa o altra arma.

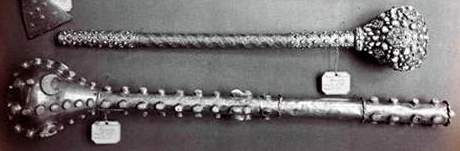
Maces de metall

A l'edat mitjana les maces ja es construïen amb metall en la seva totalitat, assolint formes especialitzades i complementant-se amb pues o cadenes per dotar-les de més mobilitat. A causa del fet que eren simples i barates eren també bastant comunes. Tot i així, pocs exemplars d'aquestes maces sobreviuen avui dia. La majoria dels exemplars trobats als museus són d'una millor qualitat i sovint decorats.
La maça era l'arma habitual de la cavalleria durant l'edat mitjana, sobretot dels exèrcits essencialment mercenaris del nord d'Itàlia.
També és conegut que fins i tot les maces eren emprades pel clergat i l'església a la guerra en comptes d'armes de tall per evitar fer sagnar als seus enemics, cosa que tenien prohibida.
El desenvolupament d'armes més efectives han fet caure en desús la maça, ja que requereix proximitat entre els combatents i això no acostuma a passar en la guerra moderna. Cal destacar, però, que les armes com la maça van protagonitzar una breu reaparició durant la Primera Guerra Mundial, quan es van utilitzar en els combats cara a cara a les trinxeres i rases com a armes crues.
Així doncs, rarament s'utilitza en combat, tot i que si que és freqüent veure-la com a símbol d'autoritat. Un exemple d'aquest cas és la Maça de la Cambra de Representants dels Estats Units.

## Usos

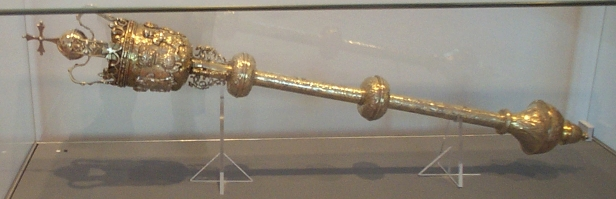
Maça de la Royal Society

Les maça parlamentària és usada en diversos parlaments després del sistema Westminster. Es treu de la taula quan s'acaba una sessió, però també quan un parlant nou s'està elegint per mostrar que el parlament no està preparat per dirigir.
La maça cerimonial és una maça ricament guarnida, sovint feta d'argent, la part superior de la qual proveïda amb un pom i decorada amb un escut d'armes, normalment de corporacions eclesiàstiques eminents, magistrats i cossos acadèmics com una marca i símbol de jurisdicció.
Les maces de desfilada s'utilitzen com a element de desfilada, més que una eina de guerra, especialment en bandes militars. Els moviments específics de la maça del comandant de tambor indicaran les ordres específiques que la banda vagi al davant.
Les maces d'universitat s'empren d'una manera similar a les maces parlamentàries. Simbolitzen l'autoritat i independència d'una universitat. Es transmeten típicament dins al començament d'una cerimònia de convocatòria.
Com moltes armes, des de temps feudals, les maces s'han utilitzat en heràldica en blasons o com a càrrega a l'escut o com ornaments externs. Alguns exemples d'aquestes maces apareixen als escuts de diferents ciutats franceses com Cognac o Colmar; i també a diferents armorials, com el de Gelre. Aquí algunes representacions: 
| Escut de Colmar | Escut nº540 de l'Armorial de Gelre | Escut d'armes dels senyors de Villy |

## Tipus de maça

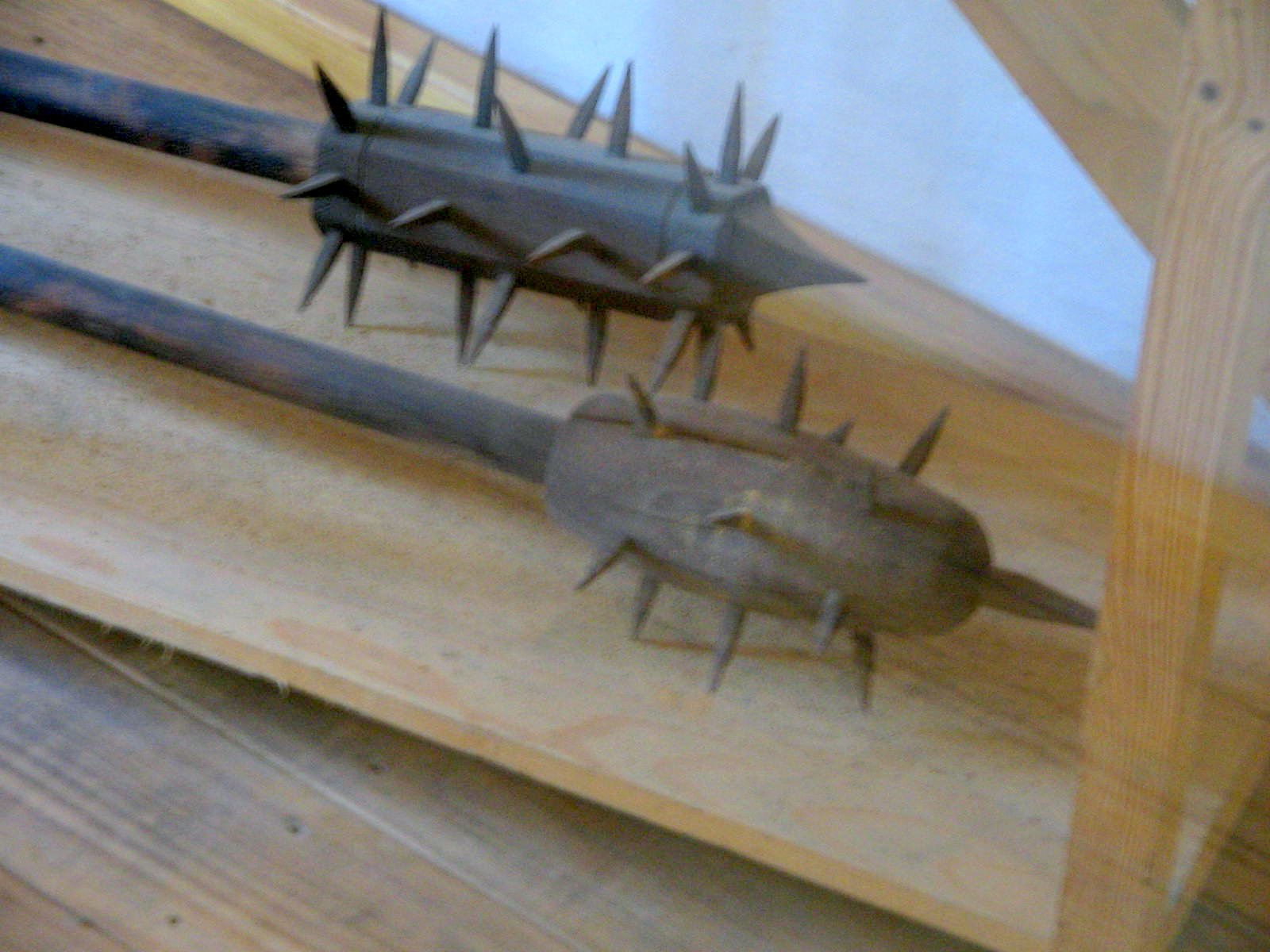
Maces del tipus "clava"

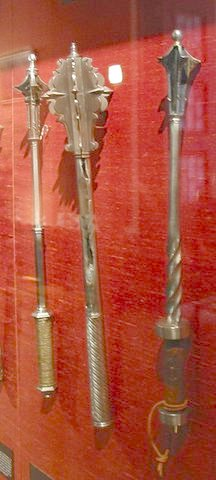
Exposició de maces

Encara que potser sigui la més simple de totes les armes, les maces venen en moltes varietats, incloent-hi:
- Clava: garrot o maça poc treballat, alguns cops ferrat, i que al seu cap té punxes i pues. És un pal de mà de pedra tradicional utilitzat pels indis mapuches a Xile, amb un cos llarg i pla (nom complet: clava mere okewa). En castellà, es coneix com clava cefalomorfa. Té certa importància ritual com a signe especial de distinció que porta el cap de la tribu.[5]
- Goedendag: maça de dues mans de Flandes que aconseguí una gran reputació durant el segle xiv.
- Estel de l'alba (Morningstar): subtipus de maça amb el cap armat la qual tenia al seu extrem una bola plena de pues en comptes del tradicional batall de fulles esmolades.
- Maça d'armes: versió totalment metàl·lica i elaborada com a arma militar, especialitzada per enfrontar-se a armadures metàl·liques. Algunes es caracteritzaven per la seva capacitat de perforació gràcies a les seves aletes o fulles que sortien del cap d'armes.
- Macana: diferents tipus de maces precolombines.
- Mança amb cadenes (mangual): subtipus de maça que podria tenir categoria pròpia (maces de cadena). Arma que es compon d'una vara de fusta a la que s'uneixen d'1 a 3 boles metàl·liques amb pues esmolades (com un eriçó) a través de cadenes que "mai" excedien del terci de la longitud de la vara per no ferir al portador.
- Batolla d'armes: maça de dues mans que podria pertànyer a la mateixa categoria que el mangual. És una arma derivada de l'eina camperola utilitzada per desgranar. Es compon de dos fustes, una més llarga que l'altra, unides per una petita cadena. Pocs exemplars estudiats estan ferrats.
- Aclis: un garrot amb una corretja de cuir integrada, que s'utilitza per tornar-lo a la mà després de copejar-lo contra un oponent. Utilitzat per les legions de l'Imperi Romà.
- Pal de bola: Aquests pals eren utilitzats pels nadius americans. Hi ha dos tipus; els pals de bola de pedra que van ser utilitzats sobretot pels primers indis de les planes, l'altiplà i el sud-oest, i els pals de bola de fusta que utilitzaven les tribus hurons i iroqueses. Aquests pals consistien en un cap, relativament lliure, de pedra o fusta arrodonida, unida a un mànec de fusta.
- Gun: Tipus d'arma militar xinesa utilitzada a l'època medieval. També s'utilitza en el modern espectacle de Wushu i en la pràctica d'arts marcials.
- Bats de beisbol, cricket i T-ball: El bat de beisbol s'utilitza sovint com a arma improvisada, de forma semblant al pic. Als països on no es juga habitualment al beisbol, els bats de beisbol solen considerar-se primer com a armes. Els bats de Tee ball també es fan servir d'aquesta manera. La seva mida menor i pes fan que el bat sigui més fàcil de manejar en una mà que un bat de beisbol. Els bats de criquet són més pesats i la seva forma plana i mànec curt els fan poc manejables com a armes, però en alguns països són més comuns que els bats de beisbol.
- Porra: formes utilitzades per les forces de l'ordre.
- Blackjack o cosh: un pal amb un pes adossat al seu extrem dissenyat per atordir el subjecte, usat per les forces de l'ordre.
- Bian: un garrot tuberculós utilitzat per la infanteria i els generals xinesos medievals.
- Peu de cabra:[cal citació] una eina comunament utilitzada com a arma improvisada, encara que alguns exemples són massa grans per ser tous amb una sola mà i, per tant, han de ser classificats com a pals.
- Llanterna: Una llanterna de metall allargada gran, pot ser un garrot improvisat molt eficaç. Encara que no està classificada específicament com una arma, els guàrdies de seguretat, els porters i els civils solen portar-la per defensar-se, especialment als països on està restringit portar armes.
- Gata: un garrot de guerra de Fiji
- Garrot tipus culata de rifle: un garrot de guerra estilitzat com la culata d'un rifle
- Jiǎn: un tipus de garrot recte de quatre talls dissenyat específicament per trencar altres armes amb vores esmolades.
- Jutte o jitte': una arma distintiva de la policia samurai que consistia en una barra de ferro amb un ganxo. Podia parar i desarmar un assaltant amb espasa sense causar ferides greus. Amb el temps, la jutte també es va arribar a considerar un símbol d'estatus oficial.[6]
- Kanabō (nyoibo, konsaibo, tetsubō, ararebo): Diversos tipus de pals japonesos de diferents mides fetes de fusta i/o ferro, normalment amb pues o tacs de ferro. Utilitzats per primera vegada pels samurai.[7][8][9][10]
- Pals de guerra Kanak: armes tradicionals de Nova Caledònia
- Kiyoga: un bastó amb ressort similar al bastó policial plegable Asp, però amb la secció central feta d'un ressort d'acer d'alta resistència. La punta i la primera secció llisquen al moll, i el conjunt s'anida en un mànec de set polzades. Per desplegar el kiioga, només cal agafar el mànec i balancejar-se. Això fa que les parts s'estenguin des del mànec fins a formar un bastó de disset polzades de llarg. El kiioga té un avantatge sobre un bastó plegable convencional: pot assolir al voltant d'un braç aixecat que intenta bloquejar-lo per copejar el cap.[11][12]
- Knobkierrie: pal de guerra del sud i l'est d'Àfrica amb un distintiu pom pesat a l'extrem.
- Kubotan: un garrot curt, prim i lleuger utilitzat sovint pels agents de la llei, generalment per aplicar pressió contra punts seleccionats del cos per tal de fomentar la conformitat sense infringir lesions.
- Leangle: un garrot de lluita dels aborígens australians amb un cap de copejament en forma de ganxo, normalment gairebé en angle recte amb el mànec de l'arma. El nom prové de les llengües kulin com a Wemba-Wemba i Woiwurrung, basat en la paraula lia (dent).[13]
- Salvavides: un pal curt, sovint amb pes, destinat a la defensa personal. S'esmenta a l'obra de Gilbert i Sullivan The Pirates of Penzance i en diverses històries de Sherlock Holmes.[14]
- Lil Lil: Un garrot aborigen amb una aerodinàmica similar a la d'un bumerang. Es pot llançar o sostenir a la mà.